# Robert Manzon
Robert Jean Joseph Manzon (Marsiglia, 12 aprile 1917 – Cassis, 19 gennaio 2015) è stato un pilota automobilistico francese.

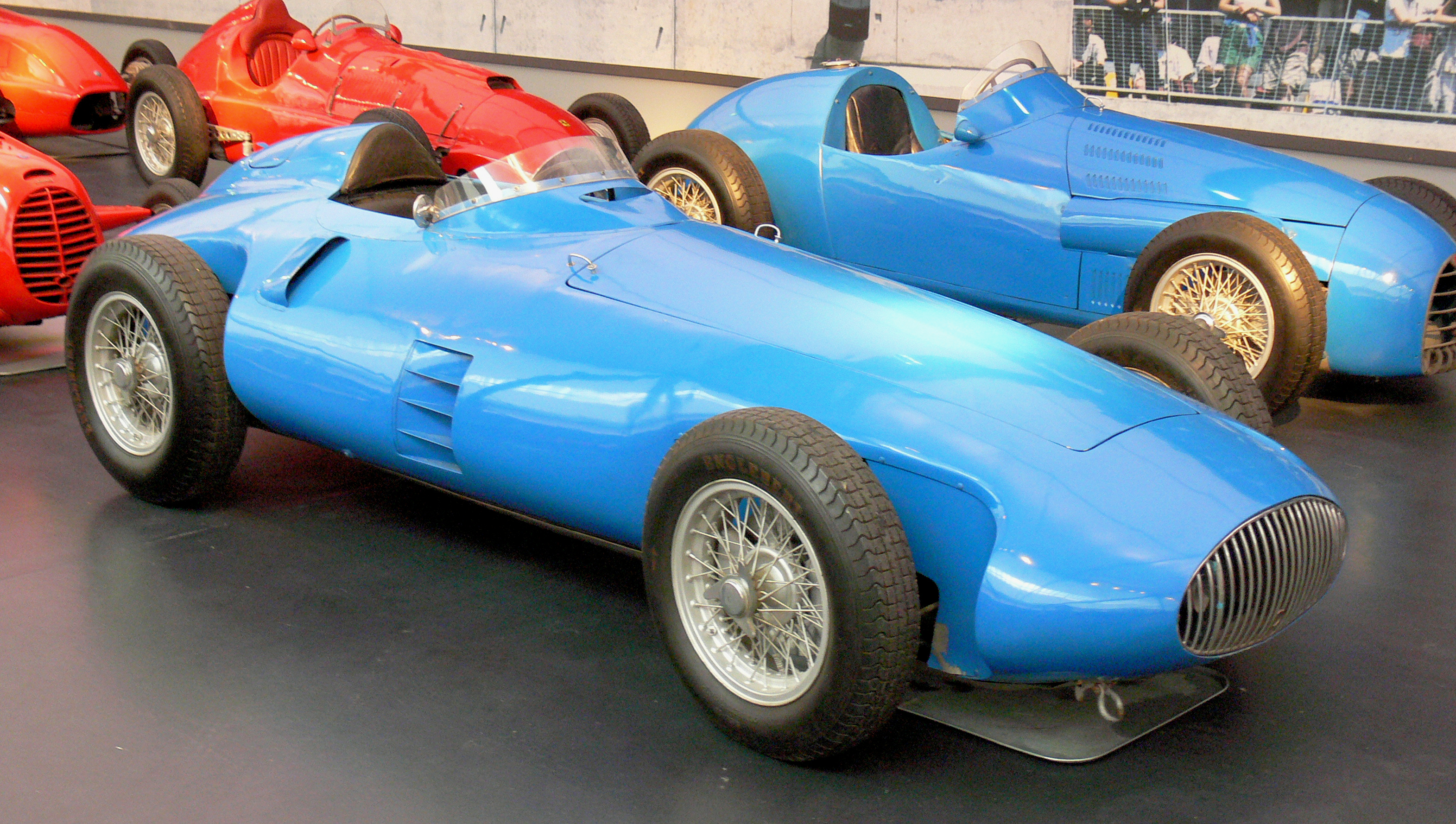
Le vetture Gordini Type 32 (in primo piano) e Type 16 (alle spalle)

Ha disputato sei campionati del mondo di Formula 1 alla guida di una Gordini e uno con vetture dell'Équipe Gordini.
Dal 15 giugno 2013, dopo la morte di José Froilán González, era l'ultimo pilota ancora in vita ad avere partecipato al primo Campionato del Mondo di Formula 1 nel 1950.

## Risultati in Formula 1
| 1950 | Scuderia       | Vettura |  |     |  |  |  |   |     |  |  | Punti | Pos. |
| ---- | -------------- | ------- |  | --- |  |  |  | - | --- |  |  | ----- | ---- |
| 1950 | Equipe Gordini | Tipo 15 |  | Rit |  |  |  | 4 | Rit |  |  | 3     | 14º  |

| 1951 | Scuderia       | Vettura |  |  |  |     |  |   |     |   |  | Punti | Pos. |
| ---- | -------------- | ------- |  |  |  | --- |  | - | --- | - |  | ----- | ---- |
| 1951 | Equipe Gordini | Tipo 15 |  |  |  | Rit |  | 7 | Rit | 9 |  | 0     |      |

| 1952 | Scuderia       | Vettura |     |  |   |   |     |     |   |    |  | Punti | Pos. |
| ---- | -------------- | ------- | --- |  | - | - | --- | --- | - | -- |  | ----- | ---- |
| 1952 | Equipe Gordini | Tipo 16 | Rit |  | 3 | 4 | Rit | Rit | 5 | 14 |  | 9     | 6º   |

| 1953 | Scuderia       | Vettura |     |  |  |  |  |  |  |  |  | Punti | Pos. |
| ---- | -------------- | ------- | --- |  |  |  |  |  |  |  |  | ----- | ---- |
| 1953 | Equipe Gordini | Tipo 16 | Rit |  |  |  |  |  |  |  |  | 0     |      |

| 1954 | Scuderia      | Vettura     |  |  |  |   |     |   |    |     |     | Punti | Pos. |
| ---- | ------------- | ----------- |  |  |  | - | --- | - | -- | --- | --- | ----- | ---- |
| 1954 | Equipe Rosier | Ferrari 625 |  |  |  | 3 | Rit | 9 | NP | Rit | Rit | 4     | 15º  |

| 1955 | Scuderia       | Vettura |  |     |  |  |     |     |  |  |  | Punti | Pos. |
| ---- | -------------- | ------- |  | --- |  |  | --- | --- |  |  |  | ----- | ---- |
| 1955 | Equipe Gordini | Tipo 16 |  | Rit |  |  | Rit | Rit |  |  |  | 0     |      |

| 1956 | Scuderia       | Vettura |  |     |  |  |   |   |     |     |  | Punti | Pos. |
| ---- | -------------- | ------- |  | --- |  |  | - | - | --- | --- |  | ----- | ---- |
| 1956 | Equipe Gordini | 16 e 32 |  | Rit |  |  | 9 | 9 | Rit | Rit |  | 0     |      |

| Legenda | 1º posto     | 2º posto | 3º posto    | A punti         | Senza punti/Non class.  | Grassetto – Pole position Corsivo – Giro più veloce |
| Legenda | Squalificato | Ritirato | Non partito | Non qualificato | Solo prove/Terzo pilota | Grassetto – Pole position Corsivo – Giro più veloce |